# Dipartimento dell'istruzione degli Stati Uniti d'America
Il Dipartimento dell'istruzione degli Stati Uniti d'America (ED) (United States Department of Education) è il Dipartimento federale del Governo degli Stati Uniti d'America che si occupa delle politiche educative.
Il dipartimento venne creato nel 1979 dal presidente Carter, con una decisione che fu oggetto di permanente ostilità da parte repubblicana.
A capo del dipartimento vi è il segretario che siede nel gabinetto presidenziale. L'attuale segretario nell'amministrazione Trump è Linda McMahon. 

## Storia

### Antefatto
Nel 1867, il presidente Andrew Johnson firmò una legge per creare il Dipartimento dell'Istruzione, pensato inizialmente per raccogliere informazioni e fornire consulenza alle scuole, simile a quanto faceva il Dipartimento dell'Agricoltura per gli agricoltori. Henry Barnard, primo Commissario per l’Istruzione, si dimise quando l'ufficio fu declassato a un bureau all'interno del Dipartimento degli Interni.
Negli anni, il dipartimento cambiò più volte nome e posizione, passando attraverso vari enti come il Dipartimento della Salute, Istruzione e Welfare (poi DHHS). Nel 1920 un tentativo fallito di creare un dipartimento con un segretario fu il "Smith-Towner Bill". Nel 1939 fu trasferito alla Federal Security Agency.

### Elevazione a Dipartimento e successiva gestione
Nel 1979, il presidente Jimmy Carter sostenne la creazione di un Dipartimento dell’Istruzione a livello di gabinetto, trasferendovi funzioni educative da altri dipartimenti. Il progetto fu sostenuto dalla National Education Association, ma osteggiato da molti repubblicani. Il dipartimento iniziò con 17.000 dipendenti e un bilancio di 14 miliardi.
Negli anni ’80, Ronald Reagan propose la sua eliminazione, ma non riuscì a farlo a causa della maggioranza democratica alla Camera. Dopo vari cambi di posizione nel Partito Repubblicano, nel 2000 il Republican Liberty Caucus approvò una risoluzione per abolirlo.
L'amministrazione di George W. Bush riformò l’istruzione federale con la legge No Child Left Behind, aumentando il bilancio a 60 miliardi nel 2004. Nel 2015 il presidente Obama firmò la legge Every Student Succeeds Act, sostituendo la precedente. Il bilancio 2023 fu di 274 miliardi, in calo rispetto ai 637,7 miliardi del 2022.

### Amministrazioni Trump
I tentativi repubblicani di chiudere il dipartimento risalgono agli anni '80, ma si ispiravano alla tradizionale compressione dei poteri federali a favore di quelli degli Stati e delle comunità locali, tipica dell'ideologia di quel partito, sposata anche da Trump nel suo primo mandato. Invece, con il progetto Project 2025 la Heritage Foundation teorizzò la vera e propria chiusura del Dipartimento, la privatizzazione delle scuole pubbliche e l’eliminazione dei pasti scolastici gratuiti: secondo i piani della seconda campagna elettorale di Trump, lo Small Business Administration gestirebbe i prestiti agli alunni indigenti meritevoli, e il Dipartimento della Salute i programmi per bisogni speciali della popolazione studentesca.
La nuova opposizione all'esistenza stessa del Dipartimento fu motivata in campagna elettorale da Donald Trump con il desiderio di opporsi ai programmi DEI (diversità, equità, inclusione): nel febbraio 2025 dalla seconda Amministrazione Trump fu perciò lanciato un portale per segnalare i fondi federali che, anche mediante il Dipartimento, arrivavano alle università che continuavano questo tipo di programmi.
Durante il secondo mandato di Donald Trump, il Dipartimento per l’Efficienza Governativa annunciò che avrebbe dimezzato il personale del Dipartimento dell’Istruzione; l'11 marzo la neo-segretaria McMahon si adeguò, inviando lettere di licenziamento a metà dei dipendenti e mettendo gli altri in congedo retribuito per alcuni mesi.
Donald Trump firmò un ordine esecutivo il 20 marzo 2025 per chiudere il dipartimento nella misura massima consentita dalla legge, in attesa di poterlo sopprimere del tutto con decisione del Congresso: l'ordine esecutivo iniziava lo smantellamento del dipartimento, restituendo le competenze agli Stati ed affermando che avrebbe mantenuto solo funzioni essenziali come i prestiti studenteschi. 
Tuttavia, l'azione presidenziale fu bloccata il 22 maggio 2025 da un tribunale distrettuale a Boston. L'amministrazione Trump fece appello, ma una corte d'appello federale non revocò l'ingiunzione. Il 14 luglio 2025, la Corte Suprema annullò le decisioni dei tribunali inferiori permettendo i licenziamenti e il trasferimento di funzioni - come l’assistenza finanziaria e i diritti civili - ad altre agenzie.
Elizabeth Warren, Bernie Sanders e altri senatori democratici criticarono duramente i licenziamenti e chiesero il reintegro del personale. Il deputato Bobby Scott avvertì che lo smantellamento avrebbe danneggiato gli studenti a basso reddito e con bisogni educativi speciali.

## Scopi e funzioni
Il dipartimento identifica quattro funzioni principali:
- Stabilire politiche sull’aiuto finanziario federale per l’istruzione e distribuire e monitorare tali fondi.

- Raccogliere dati sulle scuole americane e diffondere ricerche.

- Focalizzare l'attenzione nazionale su temi chiave dell’istruzione e proporre riforme.

- Proibire discriminazioni e garantire pari accesso all’istruzione.

Fa parte del Consiglio Interagenzia per i Senza Fissa Dimora degli Stati Uniti e collabora con altri enti federali per garantire istruzione adeguata ai giovani senza tetto e in fuga.

## Struttura
Il Dipartimento dell'Istruzione degli Stati Uniti è amministrato dal Segretario dell'Istruzione. Nel 2021 contava più di 4.000 dipendenti – il numero più basso tra le agenzie di gabinetto – e un bilancio di 268 miliardi di dollari per il 2024, in aumento rispetto ai 14 miliardi al momento della sua istituzione nel 1979. Nel 2025, il bilancio del dipartimento rappresentava circa il 4% della spesa federale totale degli Stati Uniti.
Il Dipartimento è così ramificato:
- Office of Communications and Outreach (OCO)
- Office of the General Counsel (OGC)
- Office of Inspector General
- Office of Legislation and Congressional Affairs (OLCA)
- Office for Civil Rights (OCR)
- Institute of Education Sciences (IES)
  - National Center for Education Statistics (NCES)
    - National Assessment of Educational Progress (NAEP)
    - Education Resources Information Center (ERIC)
- Office of Innovation and Improvement (OII)
- Office of the Chief Financial Officer
- Office of Management
- Office of the Chief Information Officer
- Office of Planning, Evaluation and Policy Development
  - Budget Service
- Risk Management Service

Chief Operating Officer
Office of the Under Secretary (OUS)
- Office of Postsecondary Education (OPE)
- Office of Vocational and Adult Education (OVAE)
- Office of Federal Student Aid (FSA)
- President's Advisory Board on Tribal Colleges and Universities (WHITCU)
- President's Advisory Board on Historically Black Colleges and Universities (WHIHBCU)

Office of the Deputy Secretary (ODS)
- Office of Elementary and Secondary Education (OESE)
  - Office of Migrant Education
  - President's Advisory Commission on Educational Excellence for Hispanic Americans
- Office of English Language Acquisition (OELA)
- Office of Special Education and Rehabilitative Services (OSERS)
  - National Institute on Disability and Rehabilitation Research (NIDRR)
  - Office of Special Education Programs (OSEP)
  - Rehabilitation Services Administration (RSA)
- Office of Safe and Drug Free Schools (OSDFS)
- Office of Innovation and Improvement

Associated federal organizations
- Advisory Councils and Committees
- National Assessment Governing Board (NAGB)
- National Institute for Literacy (NIFL)
- Federal Interagency Committee on Education (FICE)

Federally aided organizations
- Gallaudet University
- Howard University
- National Technical Institute for the Deaf